# 参 (男闘呼組のアルバム)
『参』（さん）は男闘呼組の3枚目のアルバム。1990年3月28日にBMGビクターから発売された。

## 解説
9か月ぶりのオリジナル・アルバム。
メンバー全員がアカペラで歌った「STAY WITH ME」を除いた計11曲の編曲をMark Davis名義で馬飼野康二が務めている（一部の楽曲は男闘呼組との共編曲）。

## 制作
「DON'T SLEEP」は表記されていないがアルバムバージョンとなっている。シングルと異なり2番の高橋のソロパートが岡本に変更されている。
「CROSS TO YOU」はシングルバージョンと大きく異なるバラードバージョンで収録。
「REIKO」はダウン・タウン・ブギウギ・バンドの「港のヨーコ・ヨコハマ・ヨコスカ」を連想させるような、ロックチューンである。

## チャート成績
オリコンチャート1位を獲得した。

## 収録曲
| #   | タイトル              | 作詞       | 作曲                 | 編曲                 |
| --- | --------------------- | ---------- | -------------------- | -------------------- |
| 1.  | 「BREAK THE LAW」     | 成田昭次   | 馬飼野康二           | Mark Davis           |
| 2.  | 「自分勝手」          | 高橋和也   | 高橋和也・成田昭次   | Mark Davis           |
| 3.  | 「狂おしく むなしく」 | 岡本健一   | 馬飼野康二           | Mark Davis           |
| 4.  | 「DON'T SLEEP」       | 大津あきら | 馬飼野康二           | Mark Davis           |
| 5.  | 「STAY WITH ME」      | J.Steele   | S.Moore・男闘呼組    | Mark Davis           |
| 6.  | 「OVER THE RAIN」     | 大津あきら | 馬飼野康二           | Mark Davis           |
| 7.  | 「BACK IN THE CITY」  | 高橋和也   | 成田昭次             | Mark Davis・男闘呼組 |
| 8.  | 「NEVER SAY GOODBYE」 | 松井五郎   | 馬飼野康二           | Mark Davis           |
| 9.  | 「CROSS TO YOU -雨-」 | 平井森太郎 | 馬飼野康二           | Mark Davis           |
| 10. | 「THE REAL」          | 安藤芳彦   | 馬飼野康二           | Mark Davis           |
| 11. | 「REIKO」             | 高橋一也   | Mark Davis・男闘呼組 | Mark Davis           |
| 12. | 「雨に抱かれて」      | 高橋一也   | 馬飼野康二           | Mark Davis           |

### 楽曲解説
1. BREAK THE LAW
2. 自分勝手
3. 狂おしく むなしく
4. DON'T SLEEP
5. STAY WITH ME
※江崎グリコ「アーモンドチョコレート」コマーシャルソング
6. OVER THE RAIN
7. BACK IN THE CITY
8. NEVER SAY GOODBYE
9. CROSS TO YOU -雨-
10. THE REAL
11. REIKO
12. 雨に抱かれて

## 参加ミュージシャン
- 前田耕陽 - ボーカル、キーボード
- 成田昭次 - ボーカル、ギター
- 高橋一也 - ボーカル、ベース
- 岡本健一 - ボーカル、ギター
  - 江口信夫 - ドラム
  - 馬飼野康二 - キーボード